# HMS Hermes (95)
«Гермес» (англ. HMS Hermes (95) — військовий корабель, авіаносець Королівського військово-морського флоту Великої Британії. На час закладки був першим авіаносним кораблем, що був спеціально спроектований, проте його будівництво продовжилося близько семи років і тому першим на воду був спущений японський авіаносець «Хошо».
Потоплений 9 квітня 1942 року японською палубною авіацією разом з ескортом: есмінцем «Вампір», корветом «Голліхок» і 2 танкерами.

## Історія створення
Для свого часу (початок 1918 р.) концепція авіаносця «Аргус» вважалася оптимальною, і ще до його спуску на воду заклали авіаносець «Гермес». Але тоді ще не існувало досвіду експлуатації таких кораблів. Конструктори зробили корабель занадто маленьким, їх помилку повторили японці зі своїм першим авіаносцем «Хошо», закладеним в наступному році. Так як Перша світова війна закінчувалася, будівництво йшло мляво, корабель спустили на воду у вересні 1919 р., а добудова проходила до 1923 р. У результаті корабель увійшов в дію пізніше набагато більшого, але переробленого авіаносця «Ігл», який до того часу встиг довести правильність ідеї про надбудову типу «башта».
Подібно надбудові «Ігла», надбудова «Гермеса» виглядала непропорційно великою, з масивною триногою в стилі лінкора, на верху якої розміщувалися далекоміри, що обслуговують незвичайне озброєння 6 х 140-мм (5,5 дм) гармат: недооцінюючи потенціал палубних літаків, очікували, що перші авіаносці будуть відбивати атаки легких надводних кораблів. Цій же меті служив броньовий пояс по ватерлінії. Збільшення потужності силової установки «Аргуса» удвічі призвело до зростання його швидкості трохи більше, ніж на 4 вузли.
Відмінною особливістю кормової частини польотної палуби було невелике піднесення, призначене для деякого гасіння швидкості сідаючого на палубу літака. Його теж скопіювали японці, але пізніше обидва флоти відмовилися від цього елемента, знайшовши його неефективним.

## Історія служби

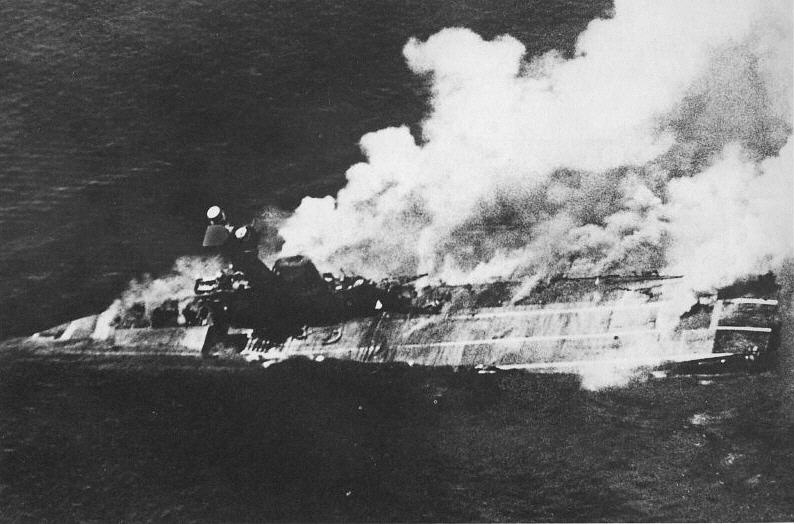
Авіаносець «Гермес», що тоне. 9 квітня 1942

До моменту початку Другої світової війни «Гермес» вже застарів, але тим не менше зробив неоціненний внесок у спільну справу, несучи службу в районах з менш інтенсивними бойовими діями. Він брав участь у полюванні за рейдерами в Атлантиці, вів розвідку під час операцій проти флоту вішіської Франції в Західній Африці і проти італійського флоту в Червоному морі, забезпечував підтримку з моря під час придушення повстання в Іраку в 1941 р., та ескортував океанські індійські конвої. Авіаносець затонув у квітні 1942 р. після удару авіації з японського авіаносця, але до цього моменту встиг продемонструвати цінність навіть малого авіаносного корабля в тих місцях, де немає іншої авіаційної підтримки.

## Загальна оцінка проекту
Мореплавність корабля вважалася цілком задовільною, але остійність була не найкращою. З максимальним запасом палива «Гермес» мав схильність мимовільно кренитися на лівий борт (до 4 °). Через це кількість прийнятої в паливні танки нафти довелося зменшити на 600 т.
«Гермес» планувалося озброїти 152-мм гарматами, але вже в ході побудови їх замінили на 140-мм. У 1927 р. зняли одну з трьох 102-мм гармат. В цілому зенітне озброєння корабля не модернізувалося і до початку Другої світової війни залишалося вкрай слабким. Швидкість до 1939 р. не перевищувала 22 — 23 вузли.